# 2-イソプロピルリンゴ酸シンターゼ
2-イソプロピルリンゴ酸シンターゼ(2-isopropylmalate synthase、EC 2.3.3.13)は、以下の化学反応を触媒する酵素である。
アセチルCoA + 3-メチル-2-オキソブタン酸 + 水{\displaystyle \rightleftharpoons }(2S)-2-イソプロピルリンゴ酸 + 補酵素A
従って、この酵素の基質はアセチルCoAと3-メチル-2-オキソブタン酸と水の3つ、生成物は(2S)-2-イソプロピルリンゴ酸と補酵素Aの2つである。
この酵素は転移酵素、特にアシル基をアルキル基に変換するアシルトランスフェラーゼに分類される。系統名はアセチルCoA:3-メチル-2-オキソブタン酸 C-アセチルトランスフェラーゼ (チオエステル加水分解, カルボキシメチル形成)(acetyl-CoA:3-methyl-2-oxobutanoate C-acetyltransferase (thioester-hydrolysing, carboxymethyl-forming))である。この酵素は、L-ロイシンとピルビン酸の代謝に関わっている。異なる由来の酵素で、一価及び二価の陽イオンがこの酵素を活性させることが報告されている。
結核菌のα-イソプロピルリンゴ酸シンターゼは二価の陽イオンを必要とし、その中でもマグネシウムイオンとマンガンイオンが最も活性が高い。一価の陽イオンでは、カリウムイオンの活性が最も高い。亜鉛イオンは、構造データから予測されるのとは逆に阻害剤としての活性を示す。金属イオンに対する複雑な要求性に加え、結核菌のα-イソプロピルリンゴ酸シンターゼは、触媒においてランダムな機構を示す。結核菌の持つホモログのもう1つの特徴は、フィードバック阻害剤のL-ロイシンは、時間依存性をもって酵素を阻害する。これは、フィードバック阻害剤が遅発性の阻害効果を示す最初の例となった。

## 構造
2007年末時点で、1つの構造が解明されている。蛋白質構造データバンクのコードは、である。